# Liste des visites pastorales du pape Jean-Paul II hors d'Italie
Durant les 26 années de son pontificat, le pape Jean-Paul II effectua 104 visites pastorales à l'étranger, plus que n'importe quel autre pape. Benoît XVI lui a emboîté le pas avec 25 visites pastorales hors d'Italie.

## Bilan cartographié

Carte des voyages de Jean-Paul II

- 9 voyages ou plus
- 8 voyages
- 7 voyages
- 5 voyages
- 4 voyages
- 3 voyages
- 2 voyages
- 1 voyage
- pays non visités

## Liste chronologique des voyages pontificaux

### année 1979
- 1er voyage du 25 janvier au 1er février 1979 - République dominicaine, Mexique, Bahamas
- 2e voyage du 2 au 10 juin 1979 - République populaire de Pologne
- 3e voyage du 29 septembre au 8 octobre 1979 - Irlande et États-Unis d'Amérique
- 4e voyage du 28 au 30 novembre 1979 - Turquie

### année 1980
- 5e voyage du 2 au 12 mai 1980 - Zaïre (actuelle République démocratique du Congo), Congo, Kenya, Ghana, Burkina Faso et Côte d'Ivoire
- 6e voyage du 30 mai au 2 juin 1980 - France
- 7e voyage du 30 juin au 12 juillet 1980 - Brésil
- 8e voyage du 15 au 19 novembre 1980 - Allemagne

### année 1981
- 9e voyage du 16 au 27 février 1981 - Pakistan, Philippines, Guam (États-Unis d'Amérique), Japon, États-Unis d'Amérique (seulement à Anchorage, en Alaska)

### année 1982
- 10e voyage du 12 au 19 février 1982 - Nigeria, Bénin, Gabon, Guinée équatoriale
- 11e voyage du 12 au 15 mai 1982 - Portugal
- 12e voyage du 28 mai au 2 juin 1982 - Royaume-Uni
- 13e voyage du 10 au 13 juin 1982 - Rio de Janeiro (Brésil), Argentine
- 14e voyage le 15 juin 1982 - Genève (Suisse)
- 15e voyage le 29 août 1982 - Saint-Marin
- 16e voyage du 31 octobre au 9 novembre 1982 - Espagne

### année 1983
- 17e voyage du 2 au 10 mars 1983 - Lisbonne (Portugal), Costa Rica, Nicaragua, Honduras, Panama, Salvador, Guatemala, Belize, Haïti
- 18e voyage du 16 au 23 juin 1983 - République populaire de Pologne
- 19e voyage du 14 et 15 août 1983 - Lourdes (France)
- 20e voyage du 10 au 13 septembre 1983 - Autriche

### année 1984
- 21e voyage du 2 au 12 mai 1984 - États-Unis d'Amérique (seulement à Fairbanks, en Alaska), Corée du Sud, Papouasie-Nouvelle-Guinée, îles Salomon, Thaïlande
- 22e voyage du 12 au 17 juin 1984 - Suisse
- 23e voyage du 9 au 21 septembre 1984 - Canada
- 24e voyage du 10 au 13 octobre 1984 - Saragosse (Espagne), Saint-Domingue (République dominicaine) et San Juan (Porto Rico)

### année 1985
- 25e voyage du 26 janvier au 6 février 1985 - Pérou, Équateur, Venezuela et Trinité-et-Tobago
- 26e voyage du 11 au 21 mai 1985 - Pays-Bas, Luxembourg et Belgique
- 27e voyage du 8 au 19 août 1985 - Togo, Côte d'Ivoire, Cameroun, République centrafricaine, Zaïre, Kenya et Maroc
- 28e voyage le 8 septembre 1985 - Kloten (Suisse) et Liechtenstein

### année 1986
- 29e voyage du 31 janvier au 11 février 1986 - Inde
- 30e voyage du 1er au 8 juillet 1986 - Sainte-Lucie et Colombie
- 31e voyage du 4 au 7 octobre 1986 - France
- 32e voyage du 18 novembre au 1er décembre 1986 - Bangladesh, Singapour, Fidji, Nouvelle-Zélande, Australie et Seychelles

### année 1987
- 33e voyage du 31 mars au 13 avril 1987 - Chili, Uruguay et Argentine
- 34e voyage du 30 avril au 4 mai 1987 - Allemagne
- 35e voyage du 8 au 14 juin 1987 - République populaire de Pologne (Varsovie (Warszawa), Lublin, Tarnów, Cracovie (Kraków), Szczecin, Gdynia, Gdańsk, Częstochowa, Łódź, Varsovie)
- 36e voyage du 10 au 21 septembre 1987 - États-Unis d'Amérique dont La Nouvelle-Orléans, Détroit, San Francisco et Fort Simpson (Canada)

### année 1988
- 37e voyage du 7 au 18 mai 1988 - Uruguay, Bolivie, Lima (Pérou), Paraguay et Curaçao
- 38e voyage du 23 au 27 juin 1988 - Autriche
- 39e voyage du 10 au 19 septembre 1988 - Zimbabwe, Botswana, Lesotho, Swaziland et Mozambique
- 40e voyage du 8 au 11 octobre 1988 - France : Strasbourg, Metz, Nancy.

### année 1989
- 41e voyage du 28 avril au 6 mai 1989 - Madagascar, Réunion, Ile Maurice, Rodrigues,Zambie, Malawi
- 42e voyage du 1er au 10 juin 1989 - Norvège, Islande, Finlande, Danemark et Suède
- 43e voyage du 19 au 21 août 1989 - Saint-Jacques-de-Compostelle et province des Asturies (tous deux en Espagne)
- 44e voyage du 6 au 16 octobre 1989 - Séoul (Corée du Sud), Indonésie (Timor oriental) et île Maurice. 
  - En Corée Jean-Paul II participa au Congrès eucharistique mondial qui accueillait 300 évêques et 20 000 visiteurs de tous les pays asiatiques. Le 8 octobre à Séoul plus d'un million de personnes acclamèrent le pape.
  - En Indonésie, il rend hommage au « Panca Sila », le système politique mis en place par Suharto, en soulignant que « cette philosophie a inspiré et guidé votre croissance nationale » et qu'elle « reconnaît fort opportunément que l'unique fondement de l'unité nationale est le respect pour les diverses opinions et convictions ». Il rend aussi visite à Timor, un des bastions du catholicisme indonésien, mais son hommage à Suharto n'est pas apprécié par les chrétiens de l'île et seulement 80 000 personnes assistent le 12 octobre à la grand-messe, alors qu'il en était attendu plus de 300 000 ; de plus, en atterrissant à Dili, le pape n'a pas baisé le sol de l'île comme il le fait partout, montrant ainsi sa désapprobation à l'évêque de Timor qui s'était adressé aux Nations unies pour réclamer un référendum d'autodétermination pour le Timor.

### année 1990
- 45e voyage du 25 janvier au 1er février 1990 - Cap-Vert, Guinée-Bissau, Mali, Burkina Faso et Tchad
- 46e voyage du 21 au 22 avril 1990 - Tchécoslovaquie
- 47e voyage du 6 au 14 mai 1990 - Mexique et Curaçao
- 48e voyage du 25 au 27 mai 1990 - Malte
- 49e voyage du 1er au 10 septembre 1990 - Luqa (Malte), Tanzanie, Burundi, Rwanda et Yamoussoukro (Côte d'Ivoire)

### année 1991
- 50e voyage du 5 au 13 mai 1991 - Portugal
- 51e voyage du 1er au 9 juin 1991 - Pologne
- 52e voyage du 13 au 20 août 1991 - Częstochowa (Pologne) et Hongrie
- 53e voyage du 12 au 21 octobre 1991 - Brésil

### année 1992
- 54e voyage du 19 au 26 février 1992 - Sénégal, Gambie et Guinée
- 55e voyage du 4 au 10 juin 1992 - Angola et Sao Tomé-et-Principe
- 56e voyage du 9 au 14 octobre 1992 - République dominicaine

### année 1993
- 57e voyage du 3 au 10 février 1993 - Bénin, Ouganda et Khartoum (Soudan)
- 58e voyage le 25 avril 1993 - Albanie
- 59e voyage du 12 au 17 juin 1993 - Espagne
- 60e voyage du 9 au 16 août 1993 - Jamaïque, Mérida (Mexique), Denver (Colorado, États-Unis d'Amérique)
- 61e voyage du 4 au 10 septembre 1993 - Lituanie, Lettonie et Estonie

### année 1994
- 62e voyage les 10 et 11 septembre 1994 - Zagreb (Croatie)

### année 1995
- 63e voyage du 11 au 21 janvier 1995 - Manille (Philippines), Port Moresby (Papouasie-Nouvelle-Guinée), Sydney (Australie) et Colombo (Sri Lanka)
- 64e voyage du 20 au 22 mai 1995 - République tchèque et Pologne
- 65e voyage les 3 et 4 juin 1995 - Belgique
- 66e voyage du 30 juin au 3 juillet 1995 - Slovaquie
- 67e voyage du 14 au 20 septembre 1995 - Yaoundé (Cameroun), Johannesburg (Afrique du Sud), Nairobi (Kenya)
- 68e voyage du 4 au 9 octobre 1995 - Newark, East Rutherford, New York, Nations unies, Yonkers, Baltimore (le tout aux États-Unis d'Amérique)

### année 1996
- 69e voyage du 5 au 12 février 1996 - Guatemala, Nicaragua, Salvador et Venezuela
- 70e voyage le 14 avril 1996 - Tunisie
- 71e voyage du 17 au 19 mai 1996 - Slovénie
- 72e voyage du 21 au 23 juin 1996 - Allemagne
- 73e voyage les 6 et 7 septembre 1996 - Hongrie
- 74e voyage du 19 au 21 septembre 1996 - France

### année 1997
- 75e voyage les 12 et 13 avril 1997 - Sarajevo (Bosnie-Herzégovine)
- 76e voyage du 25 au 27 avril 1997 - République tchèque
- 77e voyage les 10 et 11 mai 1997 - Beyrouth (Liban)
- 78e voyage du 31 mai au 10 juin 1997 - Pologne
- 79e voyage du 21 au 24 août 1997 - Paris (France)
- 80e voyage du 2 au 6 octobre 1997 - Rio de Janeiro (Brésil)

### année 1998
- 81e voyage du 21 au 26 janvier 1998 - Cuba
- 82e voyage du 21 au 23 mars 1998 - Nigeria
- 83e voyage du 19 au 21 juin 1998 - Autriche
- 84e voyage du 2 au 4 octobre 1998 - Croatie

### année 1999
- 85e voyage du 22 au 28 janvier 1999 - Saint-Louis (États-Unis d'Amérique) et Mexique
- 86e voyage du 7 au 9 mai 1999 - Roumanie
- 87e voyage du 5 au 17 juin 1999 - Pologne
- 88e voyage le 19 septembre 1999 - Slovénie
- 89e voyage du 5 au 9 octobre 1999 - New Delhi (Inde), Géorgie

### année 2000
- 90e voyage du 24 au 26 février 2000 - Mont Sinaï (Égypte)
- 91e voyage du 20 au 26 mars 2000 - Jordanie et Israël
- 92e voyage les 12 et 13 mai 2000 - Fátima (Portugal)

### année 2001
- 93e voyage du 5 au 9 mai 2001 - Malte, Grèce et Syrie
- 94e voyage du 23 au 27 juin 2001 - Ukraine (incluant Babi Yar, où de nombreux Juifs furent massacrés durant la Shoah)
- 95e voyage du 22 au 27 septembre 2001 - Kazakhstan et Arménie

### année 2002
- 96e voyage du 22 au 26 mai 2002 - Azerbaïdjan et Bulgarie
- 97e voyage du 23 juillet au 2 août 2002 - Canada, Guatemala (incluant Antigua Guatemala) et Mexique
- 98e voyage les 18 et 19 août 2002 - Pologne

### année 2003
- 99e voyage les 3 et 4 mai 2003 - Espagne
- 100e voyage du 5 au 9 juin 2003 - Croatie
- 101e voyage le 22 juin 2003 - Bosnie-Herzégovine
- 102e voyage du 11 au 14 septembre 2003 - Slovaquie

### année 2004
- 103e voyage le 5 juin 2004 - Suisse
- 104e voyage les 14 et 15 août 2004 - Lourdes (France)

## Liste des voyages par nombre de visites dans un pays
Le pape Jean-Paul II a visité 127 pays durant son pontificat :
- 9 visites en Pologne
- 8 visites en France (incluant une visite à La Réunion)
- 7 visites aux États-Unis d'Amérique (incluant deux étapes en Alaska)
- 5 visites au Mexique et en Espagne
- 4 visites au Brésil, au Portugal et en Suisse
- 3 visites en Autriche, au Canada, à Malte, en Côte d'Ivoire, en Croatie, en République tchèque (incluant une visite en Tchécoslovaquie), en République dominicaine, au Salvador, en Allemagne, au Guatemala et au Kenya
- 2 visites en Argentine, en Australie, en Belgique, au Bénin, en Bosnie-Herzégovine, au Burkina Faso, au Cameroun, à Curaçao (Antilles néerlandaises), en Hongrie, en Inde, au Nicaragua, au Nigeria, en Papouasie-Nouvelle-Guinée, au Pérou, à Philippines, en Corée du Sud, en Slovaquie (plus une visite en Tchécoslovaquie), en Slovénie, en Uruguay, au Venezuela, au Zaïre (future République démocratique du Congo)
- 1 visite en Afrique du Sud, en Albanie, en Angola, en Arménie, en Azerbaïdjan, aux Bahamas, au Bangladesh, au Belize, en Bolivie, au Botswana, en Bulgarie, au Burundi, au Cap-Vert, en République centrafricaine, au Chili, en Colombie, au Congo, au Costa Rica, à Cuba, au Danemark, au Timor oriental (à l'époque occupé par l'Indonésie), en Équateur, en Égypte (au Mont Sinaï), en Estonie, aux Fidji, en Finlande, au Gabon, en Gambie, en Géorgie, au Ghana, en Grèce, en Guinée, en Guinée-Bissau, en Guinée équatoriale, à Haïti, en Irlande, en Islande, en Israël (sur la rive ouest du Jourdain), en Jamaïque, au Japon, en Jordanie, au Kazakhstan, en Lettonie, au Liban, au Lesotho, au Liechtenstein, en Lituanie, au Luxembourg, à Madagascar, au Malawi, au Mali, à l'île Maurice, au Maroc, au Mozambique, en Ouganda, aux Pays-Bas, en Nouvelle-Zélande, en Norvège, au Pakistan, au Panama, au Paraguay, à Porto Rico, en Roumanie, au Royaume-Uni, au Rwanda, à Saint-Marin, à Sao Tomé-et-Principe, au Sénégal, aux Seychelles, à Singapour, aux îles Salomon, au Sri Lanka, à Sainte-Lucie, au Soudan, au Swaziland, en Suède, en Syrie, en Tanzanie, au Tchad, en Thaïlande, au Togo, à Trinité-et-Tobago, en Tunisie, en Turquie, en Ukraine, en Zambie et au Zimbabwe.

## Les pays non visités
Jean-Paul II n'a pas eu l'occasion de visiter les pays suivants, parmi les pays peuplés de plus de 10 millions d'habitants : la Chine, la Russie, le Viêt Nam, l'Éthiopie, l'Iran, le Myanmar, l'Algérie, l'Afghanistan, le Népal, l'Ouzbékistan, l'Arabie saoudite, l'Irak, la Malaisie, la Corée du Nord, Taïwan, le Yémen, le Cambodge, le Niger, Serbie-et-Monténégro et la Biélorussie.